# Antoine (bedrijf)
Antoine is een Belgisch merk van auto's, motorfietsen, stationaire motoren, vliegtuigmotoren en inbouwmotoren uit het begin van de twintigste eeuw.
Bedrijfsnaam: V. Antoine Fils & Cie Luik-Tilff (1900-1910).
Antoine was in 1899 al begonnen met de productie van Quadricycles. Rond 1900 volgden ook tricycles met eigen, door Paul Kelecom ontwikkelde 3, 3½ en 4 pk eencilinders en 4½ en 5 pk tweecilinders, die op hun beurt weer als inbouwmotor aan andere fabrikanten werden verkocht. In Nederland werden de auto's als "Torpedo" verkocht.

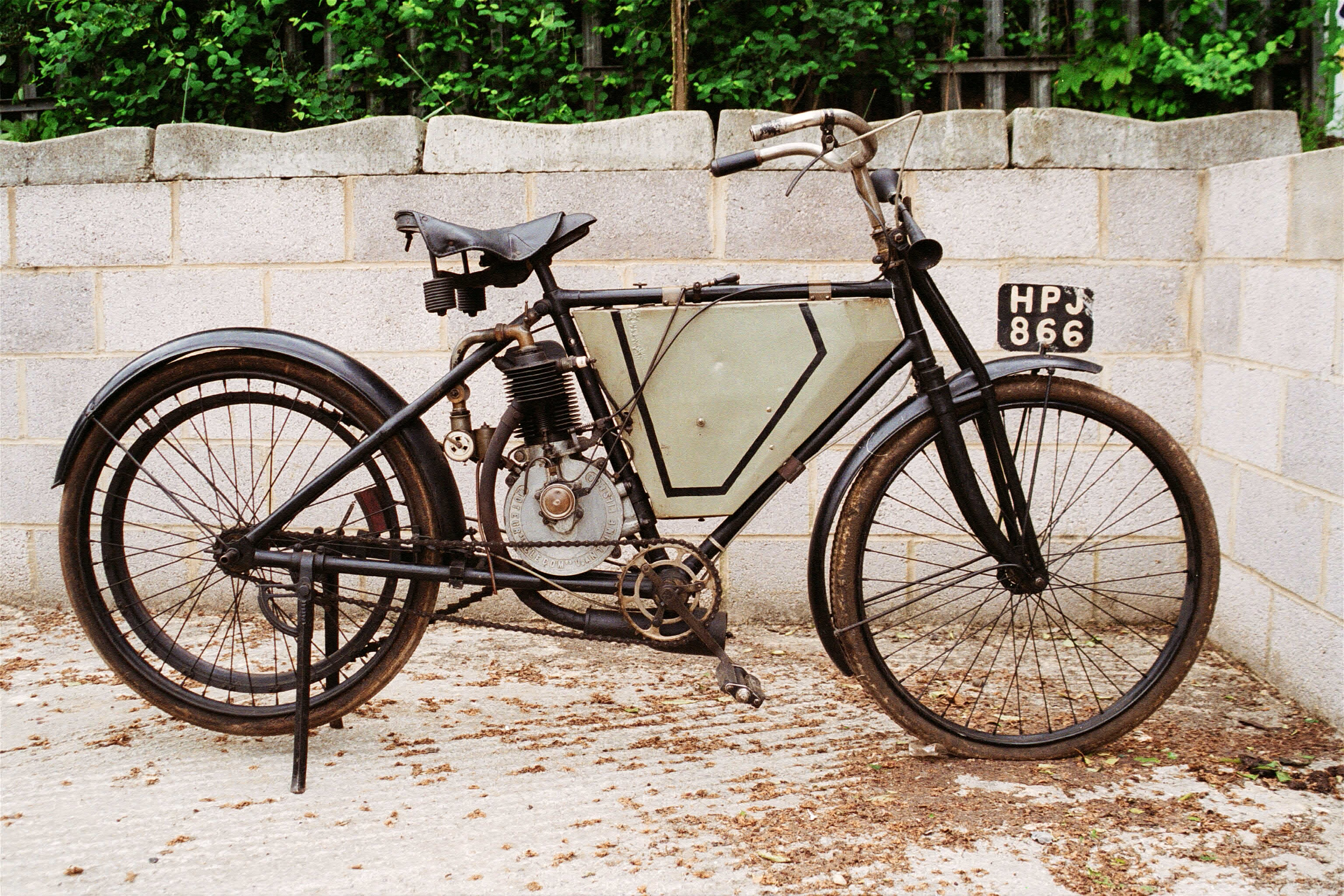
Ormonde gebruikte niet alleen de inbouwmotoren van Antoine; de hele motorfiets is identiek aan een Antoine uit 1902-1903

Vanaf 1901 produceerde Antoine ook motorfietsen. In feite waren dit Centaure-hulpmotoren die als "bouwpakket" werden geleverd en op elke fiets gemonteerd konden worden. Echte "motorfietsen" werden vanaf 1902 geleverd. Men gebruikte hiervoor aanvankelijk motoren van de Usines Beduwé S.A., een fabrikant van stoompompen, onder andere in gebruik bij brandweerkorpsen. Het motorblok was toen nog op een onorthodoxe plaats gemonteerd: onder het zadel. Hierdoor ontstond snel slip van de aandrijfriem, zodat in 1903 het blok in een loop frame werd gemonteerd. Waarschijnlijk waren de motorblokken in deze tijd al ontwikkeld door Paul Kelecom.
In 1905 waren de tot dan toe gebruikte snuffelkleppen grotendeels vervangen door gestuurde kleppen en ontwikkelde Kelecom een 5-pk 1000 cc viercilinder. Hij vertrok in dat jaar naar FN om de daar eerder ontwikkelde 362 cc-viercilinder te verbeteren. De Antoine-viercilinder zou leverbaar worden met zowel gestuurde- als automatische (snuffel-) kleppen. De machine is echter nooit in productie gegaan. Slechts één exemplaar werd in de jaren tachtig ontdekt in het Franse departement Savoie.
Na het vertrek van Kelecom ontwikkelde men bij Antoine nog een v-twin, terwijl de eencilinders ook nog op het programma stonden. De verkoop van Antoine-inbouwmotoren liep ook goed: Belgische, Britse, Duitse, Franse en Australische merken bouwden ze in. Er vond ook Badge-engineering plaats: Het Britse Ormonde verkocht Antoine-motorfietsen onder eigen naam, evenals het Nederlandse Eenhoorn.
In 1910 beëindigde Antoine de productie van motorfietsen.
Antoine bouwde ook auto- en vliegtuigmotoren.